# GR-6. Sendero Barcelona-Montserrat

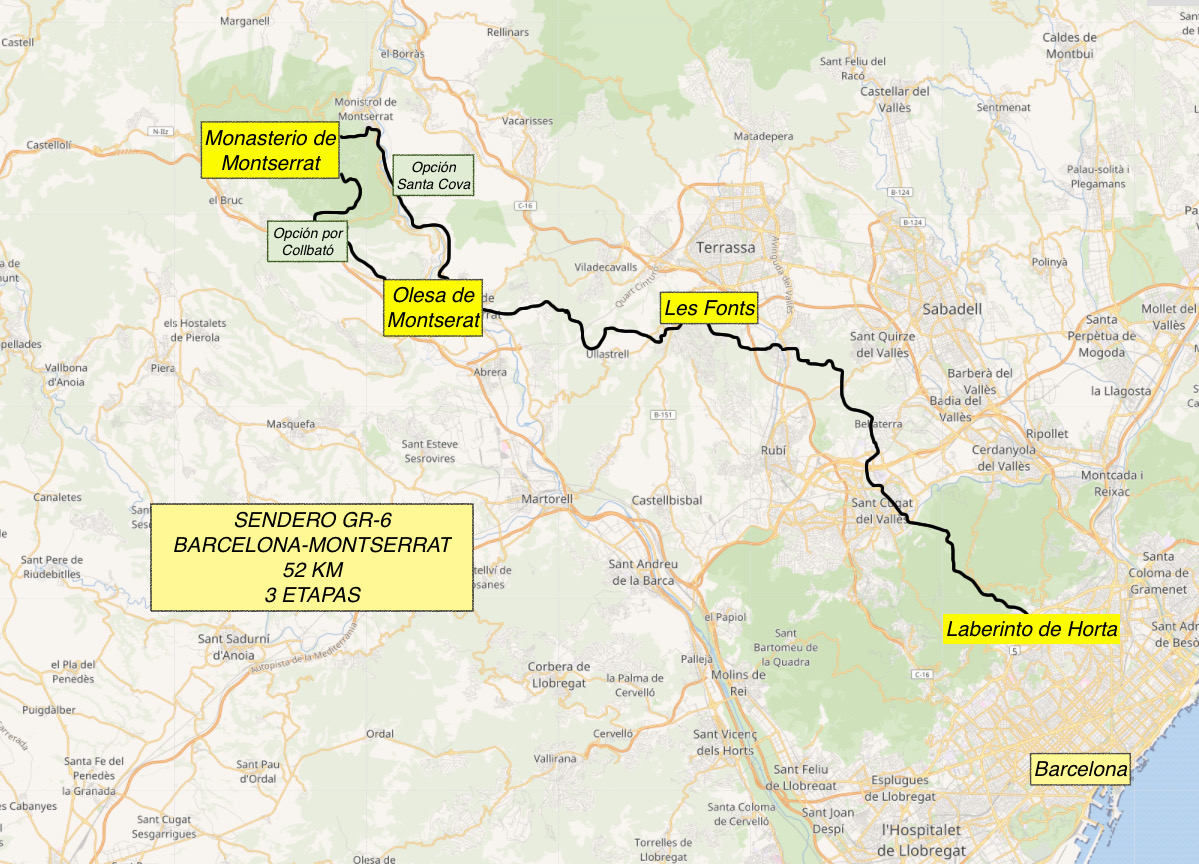
Mapa con las etapas del sendero GR-6 Barcelona-Montserrat

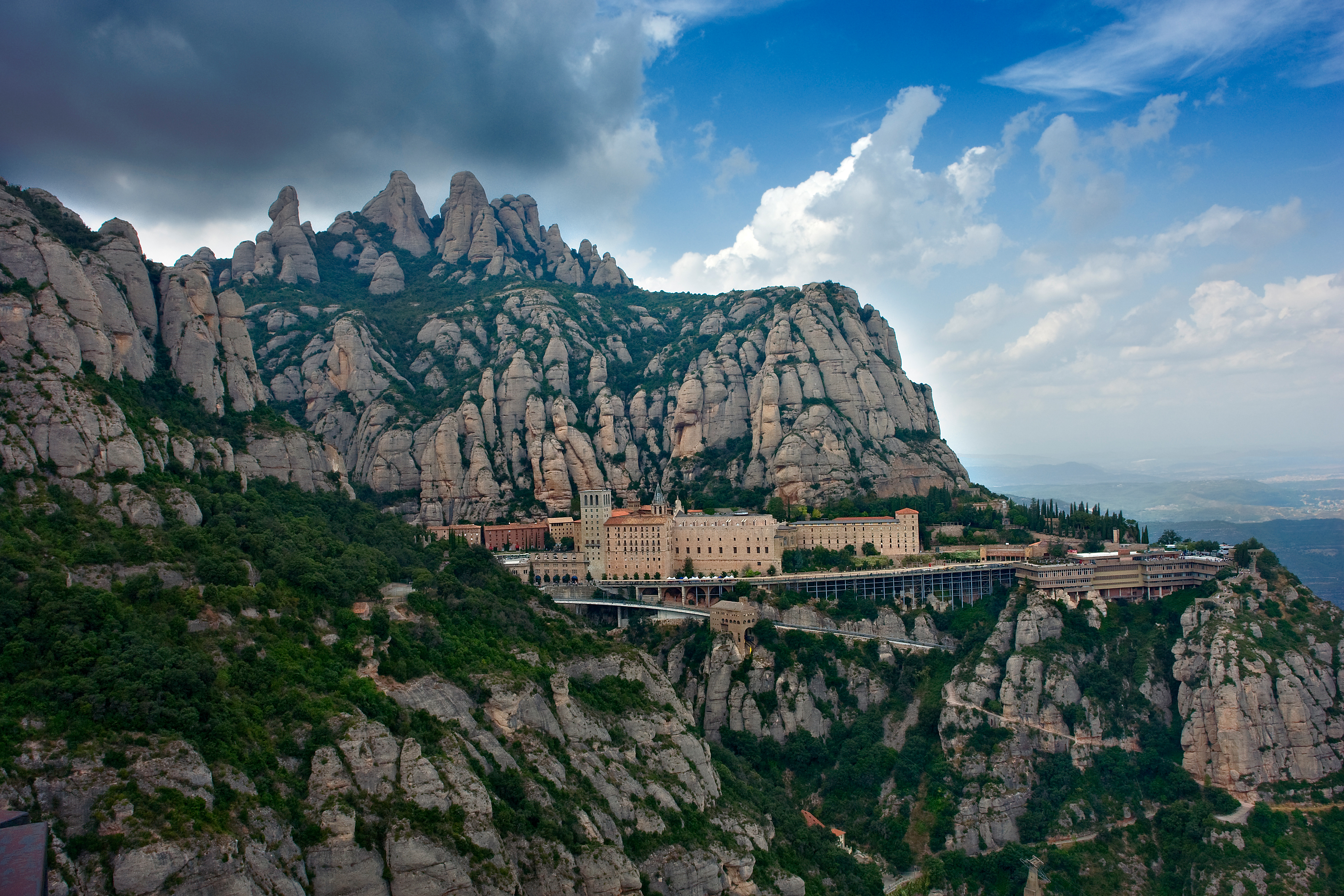
Monasterio de Montserrat. A la derecha se observa el camino de la Santa Cueva, por donde asciende el GR-6.

El sendero Barcelona-Montserrat, conocido como GR-6 en la clasificación de los senderos de Gran Recorrido o senderos GR españoles, discurre entre las localidades de Barcelona y el Monasterio de Montserrat, que puede hacerse en un solo día o en tres etapas con un recorrido total de 52 km. En Montserrat enlaza con diversos senderos: el GR-4, entre Puigcerdá y Mequinenza, el GR-5, entre Sitges y Canet de Mar, el GR-96, o Camí Romeu, entre Vallvidrera, junto a la ciudad de Barcelona, y Montserrat, y el GR-172, entre el Refugio de la Mussara y Reus.

## Etapas
El recorrido alcanza su cota máxima de 781 m en Montserrat. Desde su partida en la zona alta de Barcelona cruza la sierra de Collserola, desciende a San Cugat del Vallés, cruza zonas urbanizadas, líneas de tren y carreteras hasta la localidad de Rubí, y luego sigue junto al río Llobregat hasta Olesa de Montserrat, donde cruza el río para subir a la Santa Cueva y el monasterio de Montserrat. Otra opción se desvía en Olesa de Montserrat hasta Collbató, desde donde bordea la montaña, ascendiendo hasta los 848 m y pasa por la iglesia de San Miguel antes de llegar a Montserrat.
- Etapa 1 - Parque del Laberinto de Horta-Les Fonts, 19.7 km

- Etapa 2 - Les Fonts-Olesa de Montserrat, 18,6 km

- Etapa 3 - Olesa de Montserrat-Monasterio de Montserrat, 14 km